# الطفل (فلم 1921)

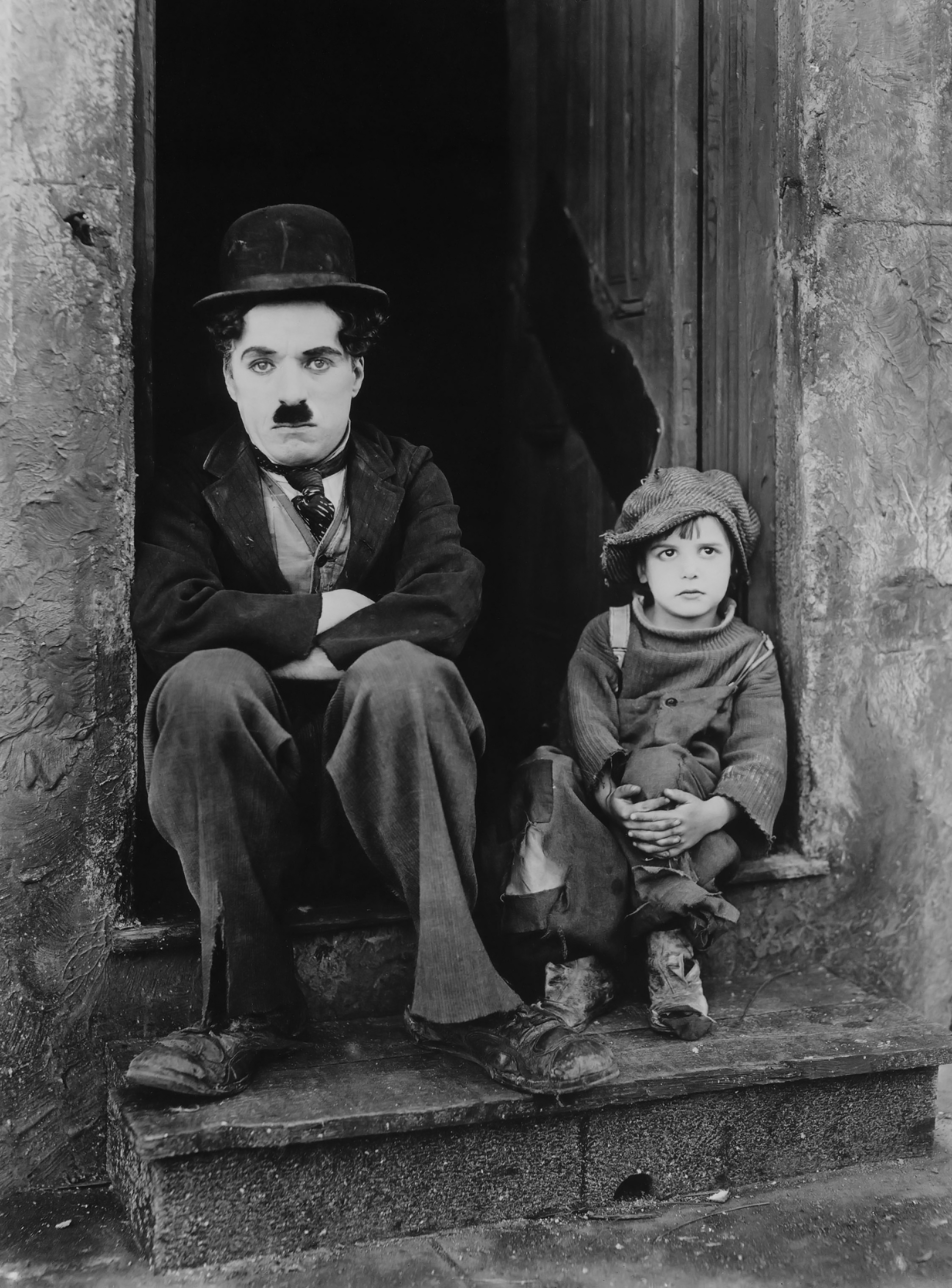
تشابلن وجاكي كوجان في صورة دعائية لفيلم الطفل

الطفل  (بالإنجليزية: The Kid) هو فيلم كوميدي دراما صامت تم إنتاجه في الولايات المتحدة وصدر سنة 1921. الفيلم من إخراج تشارلي تشابلن وكتابة تشارلي تشابلن.

## بطولة
- تشارلي تشابلن - المتشرد
- جاكي كوجان - الطفل ("جون")
- إدنا بيرفيانس - المرأة
- كارل ميلر - الرجل

## القصة
يبدأ الفيلم بخروج أم فقيرة من المستشفى لكنها لا تريد من الرضيع أن يعيش حياتها فتلقي به في سيارة أمام منزل أحد الأكابر لكن تتم سرقتها من قبل لصين فيتفطنان إليه ويضعونه تحت حائط في الأحياء الفقيرة فيعثر عليه الصعلوك (تشابلن) ويسميه جون ويربيه رغم الفقر . وتمر خمسة أعوام وتصبحت أمه غنية و كذلك أباه الفنان التشكيلي فيتقابلان عن طريق الحظ فتخبره بقصة الرضيع و أما ما كان من أمر جون فإنه يتمكن من مساعدة تشابلن في المنزل وفي العمل حيث يلقي جون الحجارة على النوافذ و يهرب حتى يقوم الصعلولوك بإصلاحها بالمقابل.
ذات يوم تمرض فتتفطن إليها أمها أمام المنزل فترسل إليها الطبيب (دون أن تعلم أنها إبنتها التي تبحث عنها ) فيفحصها و عن طريق الصدفة يسأل الصعلوك إن كان أباها فيقول لا ويعطيه ورقة وجدها في ثياب الرضيع و عن طريق الحظ يعطيها الطبيب إلى أم الفتى فتتمكن بدورها من استعادته و ضمهما إلى الحياة المترفة.

## وصلات خارجية
- الطفل على موقع IMDb (الإنجليزية)
- الطفل على موقع الموسوعة البريطانية (الإنجليزية)
- الطفل على موقع روتن توميتوز (الإنجليزية)
- الطفل على موقع نتفليكس (الإنجليزية)
- الطفل على موقع ألو سيني (الفرنسية)
- الطفل على موقع Turner Classic Movies (الإنجليزية)
- الطفل على موقع أول موفي (الإنجليزية)
- الطفل على موقع فيلمافينيتي (الإسبانية)
- الطفل على موقع قاعدة بيانات الفيلم (الإنجليزية)
- الطفل على موقع ليتربوكسد (الإنجليزية)
- Charlie Chaplin : The Kid (1921) على يوتيوب
- الطفل متوفر للتحميل المجاني على أرشيف الإنترنت
- The Kid, reviewed at Charlie Chaplin info
- Scenes of The Kid
- الفيلم متوفر للتحميل المجاني على أرشيف الإنترنت